# Apristurus internatus
Apristurus internatus — акула з роду Чорна котяча акула родини Котячі акули. Інші назви «коротконоса чорна котяча акула», «демонічна коротконоса котяча акула», «китайська чорна котяча акула». Ця акула ще недостатньо вивчена.

## Опис
Загальна довжина досягає 42 см. Голова довга. Морда коротка та широка, звужується на кінчику. Очі маленькі, мигдалеподібної форми, з мигальною перетинкою. Надочний сенсорний канал переривчастий. Ніздрі широкі, розташовані під кутом одна до одної. Верхні губні борозни подовжені. Рот відносно вузький, зігнутий. Зуби однакового розміру на обох щелепах: дрібні, з гострою центральною верхівкою та 2-3 невеликими боковими верхівками. У неї 5 пар дуже коротких зябрових щілин. Тулуб подовжений. Кількість витків спірального клапана шлунка становить 13-22. Має 2 маленькі спинні плавці, що розташовані ближче до хвоста. Задній спинний плавець трохи більший за передній. Анальний плавець дуже широкий, тягнеться від черевних плавців до хвостового. Хвостовий плавець вузький та довгий. Хвостове стебло витягнуте, звужується на кінці.
Забарвлення темно-коричневе, майже чорне.

## Спосіб життя
Мешкає на значні глибині. Доволі повільна та малорухлива акула. Тримається дна, де полює на здобич, є бентофагом. Живиться дрібною рибою, кальмарами та креветками.
Це яйцекладна акула. Самиця відкладає 1 яйце з вусиками з боків, за допомогою яких воно тримається за ґрунт.
Промислової цінності не має.

## Розповсюдження
Мешкає у Східно-Китайському морі південніше Корейського півострова. Звідси походить одна з назв цієї акули.